# 铁列克提河
铁列克提河 (羅馬化：Terekty)，流经中华人民共和国与哈萨克斯坦交界地区的一条河流。河名在哈萨克语中意为“杨树多的河”。发源于中国新疆维吾尔自治区塔城地区裕民县南部，上游由发源于巴尔鲁克山南坡、由北而来的铁热克特乌增河和发源于玛依勒山西北坡、由东南而来的乌宗布拉克河在裕民县牧场配种站附近汇集而成，之后自东向西流44千米进入哈萨克斯坦东哈萨克斯坦州乌尔扎尔区境内，最终注入扎拉纳什科利湖。河流在中国境内长66千米，流域面积1109平方千米。1969年8月13日，中国与苏联曾在铁列克提河流域爆发武装冲突，被称为“铁列克提事件”。